# Studio Dramatyczne w Poznaniu
Studio Dramatyczne – szkoła dramatyczna funkcjonująca w Poznaniu w latach 1945–1948.

## Historia
Po wyzwoleniu Poznania spod okupacji niemieckiej w 1945 pilną sprawą stało się utworzenie w mieście szkoły dramatycznej na potrzeby bujnie odbudowywanego w Poznaniu życia teatralnego. Występowały wtedy poważne braki kadrowe w zespołach teatralnych, będące wynikiem krwawych represji okresu okupacyjnego. Starania w tym zakresie pierwsza rozpoczęła Nuna Młodziejowska-Szczurkiewiczowa. W wyniku tego szkoła pod nazwą Studio Dramatyczne w Poznaniu rozpoczęła działalność 22 maja 1945.

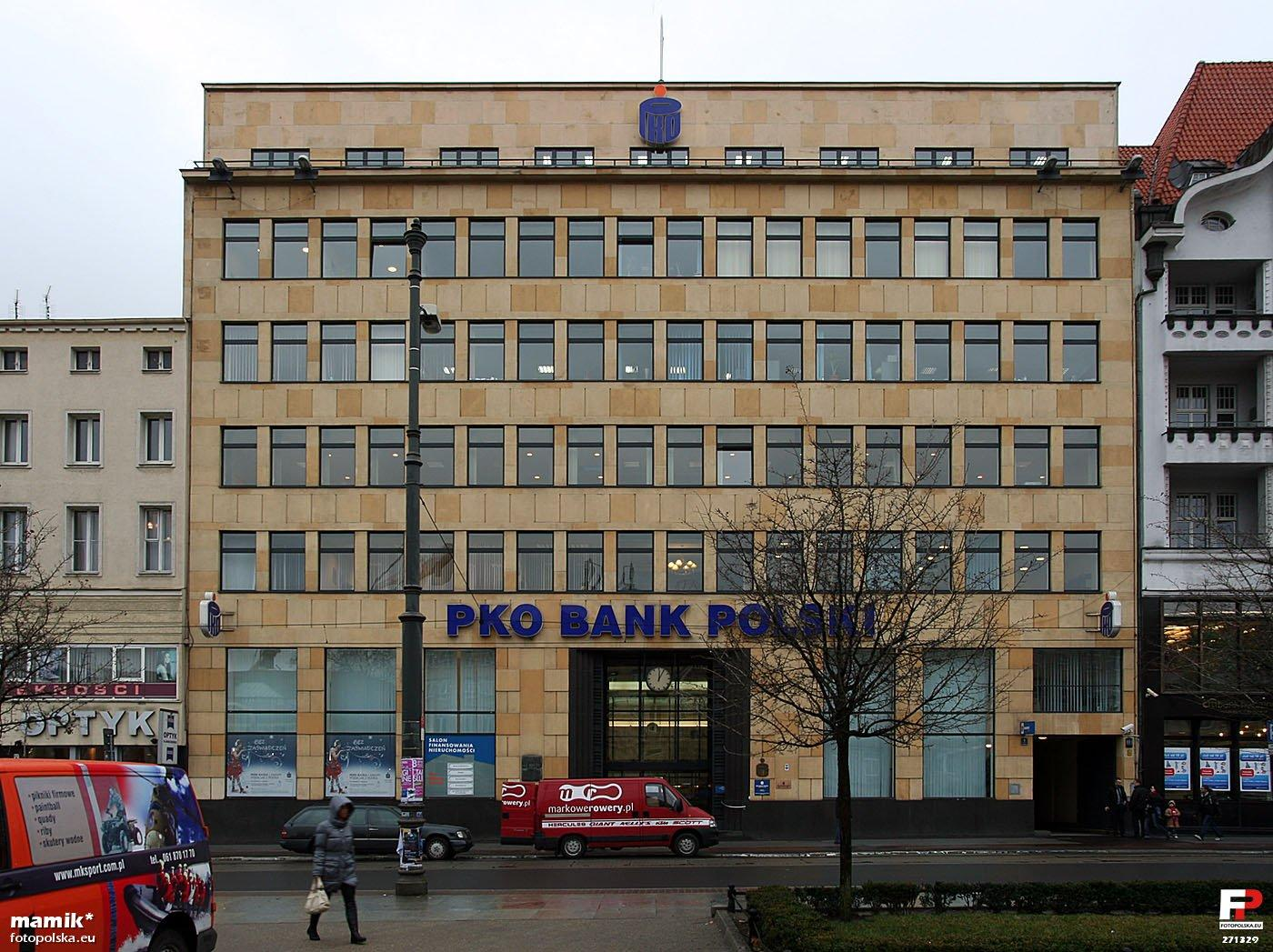
Oddział PKO przy Placu Wolności – pierwsza siedziba Studia

Na pierwszy kurs przyjęto 48 słuchaczy, a na drugi (od września) – 49 kolejnych. Obowiązywało czesne w wysokości 300 złotych. Studio działało w skromnych warunkach lokalowych, podnajmując pomieszczenia w gmachu PKO na Placu Wolności. Duża sala miała jedynie 40m² powierzchni i nie posiadała żadnego podestu do ćwiczeń scenicznych. Przyśpieszone metody szkolenia nie przynosiły w pełni zadowalających efektów, ale podjęto działania mające na celu podwyższenie poziomu edukacyjnego w następnych latach.
W roku szkolnym 1946/1947 przyjmowano już na dwa kursy: niższy (26 słuchaczy) i wyższy (24 słuchaczy). 1 marca 1947 pozyskano drugą salkę o powierzchni nieco większej niż 40m², ale nadal nie posiadano sceny z prawdziwego zdarzenia. Księgozbiór obejmował jedynie 50 pozycji. W drugim roku wprowadzono teatralne praktyki sceniczne (18 godzin w tygodniu). Słuchacze brali udział w przedstawieniach scen poznańskich, m.in. w sztukach, które reżyserowali Maria d’Alphonse, Karol Borowski, Tadeusz Chmielewski i Czesław Strzelecki. Zorganizowano też w szkole Bratnią Pomoc.
Rejonowa Centrala Aprowizacyjna zaproponowała szkole pod koniec drugiego roku funkcjonowania pomieszczenia przy Placu Wolności 11 – trzy salki, w tym jedną o powierzchni 60m². Rok szkolny 1947/1948 rozpoczęto w związku z tym w dobrych warunkach lokalowych. Zmieniła się też osoba dyrektora – Nuna Młodziejowska-Szczurkiewiczowa przeniosła się do Szczecina, a 28 listopada 1948 dyrektorem został Emil Chaberski.
Studio w nowych warunkach nie funkcjonowało długo – ze względu na przewidywaną zmianę ustroju szkolnictwa teatralnego warszawskie władze resortowe poleciły wstrzymanie naboru na rok szkolny 1948/1949, co też się stało. Z bazy szkoleniowej Studia korzystała potem jeszcze Państwowa Szkoła Instruktorów Teatrów Ochotniczych.

## Kadra
Do kadry wykładowej Studia (oprócz Nuny Młodziejowskiej-Szczurkiewiczowej) należeli w różnych latach: Stefan Drewicz, Jerzy Młodziejowski, Karol Borowski, Tadeusz Chmielewski, Zofia Fedyczkowska, Zdzisław Grot, Jerzy Koller, Tadeusz Strumiłło i Tadeusz Szczurkiewicz. Przejściowo ze szkołą współpracowali w zakresie nauczania gry scenicznej także Mieczysława Ćwiklińska i Andrzej Szczepkowski.

## Absolwenci
Do słuchaczy szkoły należeli m.in.: Jerzy Hoffman, Zofia Jamry, Zygmunt Maciejewski, Krystyna Skuszanka, Józef Strumiński, Józef Szczublewski i Jerzy Zegalski.